# Grijze organist
De grijze organist (Euphonia plumbea) is een zangvogel uit de familie Fringillidae (vinkachtigen).

## Verspreiding en leefgebied
Deze soort komt voor van zuidelijk Venezuela tot Guyana, Suriname en noordelijk amazonisch Brazilië.